# Осенняя распутица (картина Куинджи)
«Осенняя распутица» — картина русского художника Архипа Куинджи (1841/1842—1910), написанная в 1870 году (по другим данным, в 1872 году). Картина является частью собрания Государственного Русского музея в Санкт-Петербурге (инв. Ж-4192). Размер картины — 71 × 110,5 см (по другим данным, 70 × 110 см).

## История и описание
На картине изображено степное пространство, раскисшее от осенней непогоды, серое дождливое небо, повозка, увязающая в непролазной грязи, слева от которой бредут женщина и ребёнок. Место, где писался этот пейзаж, неизвестно.
Линия, начатая художником в картине «Осенняя распутица», была продолжена в его более поздних картинах «Забытая деревня» (1874) и «Чумацкий тракт в Мариуполе» (1875), которые были выставлены на 3-й и 4-й выставках Товарищества передвижных художественных выставок («передвижников»), соответственно.
В 1890-х годах Куинджи начал работу над картиной «Осень. Туман», практически повторяющей «Осеннюю распутицу» в зеркальном отображении, но эта работа осталась незавершённой.

## Отзывы и критика
В статье о творчестве Архипа Куинджи искусствовед Виталий Манин писал:
Реалистическим работам Куинджи было положено начало «Осенней распутицей» (1870). Кажется, трудно найти в это время произведение, которое бы так уныло, так беспросветно отразило мрак российского бытия. Пейзаж имеет жанровый оттенок, вносящий некоторые сентиментальные ноты, более характерные для немецкого пейзажа, чем русского.
Искусствовед Владимир Петров так писал об этой картине в статье, посвящённой 150-летию со дня рождения Архипа Куинджи:
Характерный для отечественной живописи того времени мотив «дороги, бесконечной, как терпение людское» (В. Г. Перов) запечатлен в этой небольшой картине с действительно небывалой для русского реалистического пейзажа интенсивностью цветового решения и чувственной убедительностью, заставляющей ощутить и промозглость насыщенного влагой холодного воздуха, и чавкание грязи под ногами женщины и ребенка, идущих по глинистому косогору от стоящей на «прокисшей» дороге повозки.